# 우화주란아족
우화주란아족(羽花柱蘭亞族, 학명: Pterostylidinae 프테로스틸리디나이[*])은 투구난초족의 아족이다.

## 하위 분류
- 우화주란속(Pterostylis R.Br.)
- Achlydosa M.A.Clem. & D.L.Jones